# Parťáci (film, 1990)
Parťáci (v anglickém originále Loose Cannons) je americká akční filmová komedie z roku 1990, kterou napsali Richard Matheson, Richard Christian Matheson a Bob Clark, který film také režíroval. Ve filmu hraje Gene Hackman roli drsného policisty, který se spojí s detektivem s mnohočetnou poruchou osobnosti, jehož hraje Dan Aykroyd, aby odhalili dlouho ztracenou nacistickou sexuální nahrávku, na níž je Adolf Hitler, což by ohrozilo politickou budoucnost zvoleného západoněmeckého kancléře. V ústřední písni zpívají Katey Sagal a Aykroyd.
Po uvedení do kin společností Tri-Star Pictures 9. února 1990 film propadl u kritiky i finančně a při rozpočtu 15 milionů dolarů utržil celosvětově pouze 5,5 milionu dolarů. 

## Děj
Film ukazuje mladého německého důstojníka Kirka von Metze, který spí s Adolfem Hitlerem. O několik let později, když von Metz kandiduje na kancléře Západního Německa, rozhodne se nechat zavraždit všechny, kteří film viděli. Vraždy se odehrávají ve Washingtonu, kde vyšetřují detektivové Mac a Ellis.
Ellis trpí disociativní poruchou osobnosti, která se zhoršuje při konfrontacích s násilím. Mac a Ellis se snaží najít film v New Yorku a vyhnout se FBI, která chrání von Metze. Cestou jsou napadeni nacistickými sympatizanty, ale podaří se jim dostat do New Yorku. Ellis se obává, že další záchvat by mohl být nevratný, ale Mac ho podporuje, aby pokračoval.
Film najdou v úschovně na Grand Central Terminal a během přestřelky s nacisty ho Mac hodí Rivě z Mosadu. Film je promítán při von Metzově projevu, Mac, Ellis a Gutterman jsou zraněni, ale zotavují se v nemocnici. Mac si dělá legraci, že konvertuje k judaismu a přestěhuje se do Izraele, na což Ellis vtipně odpoví, že Mac je šílenější než on.